# Диаграма причина-следствие
Диаграмата причина-следствие, също диаграма на рибената кост или диаграма на Ишикава, е брейнсторминг техника за идентифициране на възможните причини за даден проблем.
Предложена е през 1968 г. от Каору Ишикава, нареждан сред основоположниците на науката за съвременното стопанско управление. Включвана е сред 7-те основни диаграми в управлението на качеството.
Подобно на структурата на рибената кост диаграмата се изгражда от главата (следствието) към големите кости (причините) и малките кости (подпричините). В началото се описва проблемът. Отделните области, от които могат да възникнат причините, се изобразяват като ребрени кости. Обикновено те са дълго влияещи групи фактори като оборудване, процеси, хора, материали, среда и ръководство. Понякога се използва и вариант с метод и измерване като важни компоненти.